# Lastreopsis amplissima
Lastreopsis amplissima är en träjonväxtart som först beskrevs av Karel Presl, och fick sitt nu gällande namn av Tindale. Lastreopsis amplissima ingår i släktet Lastreopsis och familjen Dryopteridaceae. Inga underarter finns listade.